# Deux siècles de rhétorique réactionnaire
Deux siècles de rhétorique réactionnaire (titre original : Rhetoric of reaction: perversity, futility, jeopardy) est un essai de l'économiste et sociologue Albert Hirschman qui propose une analyse des arguments réactionnaires développés principalement en France, en Angleterre et aux États-Unis, depuis la fin du XVIIIe siècle. Publié en 1991, l'ouvrage est considéré comme « un classique »  de la sociologie politique.
Albert Hirshman écrit son livre aux États-Unis pendant les années de présidence de Ronald Reagan ; il veut inscrire dans une histoire longue son analyse des discours conservateurs contemporains dirigés contre les accomplissements de l'État-providence. Il s'intéresse à la forme des énoncés politiques plutôt qu'à leur contenu.
L'analyse de la rhétorique réactionnaire proposée par A. O. Hirshman ayant connu un grand succès a été transposée du domaine politique vers de nouveaux champs, dans le but de déconstruire par exemple le climato-scepticisme, l'antiféminisme ou le discours bancaire ultra-libéral.

## Les réactions historiques à la formation de la citoyenneté moderne
A.O.Hirschman considère avec un certain pessimisme que chacune des trois principales étapes dans l'acquisition de  nouveaux droits collectifs a été suivie de « contre-offensives idéologiques d'une force extraordinaire ». Ces conflits violents ont entraîné le naufrage de nombreuses propositions de réforme. Chaque phase réactionnaire a été dominée selon lui par une figure rhétorique qui s'élabore à cette occasion et qui revient lors des phases suivantes.
A.O. Hirschman prend appui sur le découpage chronologique proposé par le sociologue anglais T.H. Marshall en 1949 :
- acquisition de droits civils : les luttes pour ces droits ont été engagées dès le XVIIIe siècle ; il s'agit de droits à la liberté de parole, à la liberté de religion, à l'égalité de tous devant la justice, etc. ; ils sont  condensés dans la doctrine des « droits de l'Homme »[4] ;
- acquisition de droits politiques : il s'agit de l'extension du droit de vote à un nombre croissant de citoyens et de citoyennes, jusqu'au  suffrage universel ; la bataille pour ces droits est engagée dès le XIXe siècle ;
- acquisition de droits sociaux et économiques, grâce à l'État-providence, au XXe siècle.

## Les trois thèses réactionnaires

### L'effet pervers
La première thèse réactionnaire est celle de l'effet pervers du changement (perversity) : pour les partisans de cette thèse, une révolution produit uniquement des effets funestes, pires que le mal qu'elle prétend guérir ; la liberté gagnée grâce au combat révolutionnaire se retourne en tyrannie.
Ce type de raisonnement a été mobilisé tout particulièrement à la suite de la Révolution française de 1789 par des  auteurs contre-révolutionnaires comme Edmund Burke et Joseph de Maistre. Cette figure rhétorique est réapparue plus tard chez des opposants au suffrage universel (lors de la deuxième phase réactionnaire), en particulier chez Gustave Le Bon et Herbert Spencer, pour lesquels cette forme d'exercice démocratique devait entraîner des errements collectifs. Elle réapparaît encore chez des opposants néo-conservateurs aux politiques d'aide sociale, pour qui de tels dispositifs, contrevenant aux lois du marché, aggravent à terme la situation des classes pauvres.

### L'inanité
La deuxième thèse réactionnaire est celle de l'inutilité du changement politique (futility) ; A. O. Hirschman  en attribue la paternité à Alexis de Tocqueville qui, en insistant sur les similitudes entre certaines structures de l'Ancien régime et des réformes mises en place par les révolutionnaires, suggère que la Révolution française était vaine, puisqu'elle n'a pas apporté de réelle transformation sociale. La formule d'Alphonse Karr en 1849, « plus ça change et plus c'est la même chose », condense cet argument réactionnaire.
La théorie des élites de Vilfredo Pareto, selon laquelle par-delà l'apparente diversité des régimes politiques, c'est toujours une oligarchie qui détient le pouvoir, a servi à critiquer le suffrage universel ; Albert Hirschman y voit une résurgence de la thèse de l'inanité du changement social.

### La mise en péril
Selon la troisième thèse réactionnaire, une nouvelle réforme mettrait en danger des droits conquis de haute lutte antérieurement et menacerait le consensus social (jeopardy).
Elle a été mobilisée notamment dans l'Angleterre du XIXe siècle par les tories (les  conservateurs)  pour contrer leurs adversaires whigs ; « à chaque nouvelle proposition d'élargissement du suffrage ils proclamaient la ruine proche de la Constitution anglaise et des libertés traditionnelles par le pouvoir venu d'en bas ».

## Points communs entre les trois thèses réactionnaires

### La stratégie d'évitement
La liberté, l'égalité, l'amélioration des conditions de vie, qui constituent les arguments principaux du camp progressiste ne sont pas  mentionnées dans le discours opposé à l'idéologie du progrès. Les trois types de raisonnement réactionnaire analysés par A. O. Hischman ont en commun de critiquer uniquement les moyens mis en œuvre pour opérer le changement, ou les conséquences fâcheuses de la réforme, en s'abstenant de remettre en question les principes invoqués par les révolutionnaires ou les réformateurs.

### L'idée de «lois naturelles»
Selon A. Hirschman l'idée d'inéluctabilité se retrouverait sous des formes différentes dans les discours réactionnaires suivants a priori fort dissemblables :
- la « Providence » à laquelle croit Joseph de Maistre ; c'est elle qui serait intervenue dans la Révolution française pour en modifier le cours[5] ;
- la « théorie des élites » élaborée par Gaetano Mosca, Vilfredo Pareto et Robert Michels : selon cette théorie, les élites sont faites naturellement pour diriger le peuple, de sorte que le pouvoir ne saurait être démocratique, quoi qu'il arrive[5] ;
- les lois du marché de Milton Friedman : elles condamnent à l'échec la réforme de la société[5].

## Contradictions et divergences des thèses réactionnaires
Quoique utilisées parfois de manière simultanée, les figures rhétoriques réactionnaires ne sont guère compatibles entre elles selon A. Hirschman.
La thèse de l'effet pervers suppose que la société change, que la situation sociale et politique peut, en particulier, se dégrader. Elle est en contradiction avec la thèse de l'inanité, selon laquelle la société, de toute façon, ne change pas.
La thèse de l'effet pervers, développée particulièrement par Joseph de Maistre, reposerait sur une idéologie religieuse opposée à l'idéologie du progrès. En revanche, la thèse de l'inanité repose sur un raisonnement qui se veut scientifique, et qui cherche à dégager des  lois constantes (politiques ou économiques comme la « théorie des élites », ou « les lois du marché »).

## Rhétoriques de l'intransigeance dans le discours progressiste
Bien que son but initial ait été de mettre en évidence des constantes de la rhétorique conservatrice, dans les deux derniers chapitres, A. Hirschman applique aussi à des discours radicaux d'extrême-gauche la grille de lecture qu'il avait forgée en étudiant des discours réactionnaires de droite.
Ainsi l'inéluctabilité supposée de la révolution prolétarienne selon Karl Marx rappellerait l'idée d'inanité de la rhétorique réactionnaire ; il serait inutile de s'opposer à la révolution selon l'auteur du Capital.
Le simplisme  peut grever des discours se réclamant de l'idéologie du progrès ; trois procédés sont alors repérables : 
- le péril imminent, celui qui guette la société s'il n'y a pas de changement ; cette thèse répond à celle de l'effet pervers ;
- les lois de l’Histoire : « on ne peut aller contre le Progrès » ; cette thèse prétend contrer celle de l'inanité ;
- la synergie : la nouvelle réforme et la précédente entreraient en synergie et se renforceraient naturellement[3] ; cette thèse s'oppose à celle de la mise en péril des acquis sociaux.

Selon Christophe Charle, Albert Hirshman « témoigne de son honnêteté démocratique en appliquant à son propre camp sa méthode ».

## Application à de nouveaux champs

### Dans le domaine de l'écologie
L'économiste André Pottier considère qu'« après les questions successives des droits civils, politiques et sociaux, la question climatique, et plus largement écologique, pourrait bien susciter le quatrième grand débat des sociétés occidentales ». Il analyse le  discours climato-sceptique à la lumière du travail d'Albert Hirschman sur la rhétorique réactionnaire. Philippe Bovet fait de même 2014.

### Dans les études sur l'antiféminisme
Les chercheur·ses féministes font souvent appel à la description de la rhétorique réactionnaire proposée par Albert Hischman pour rendre compte des formes prises par des discours sexistes,. C'est le cas dans un ouvrage dirigé par Diane Lamoureux, Les antiféminismes. Analyse d’une rhétorique réactionnaire (2015), qui met en évidence l'entrelacement de discours masculinistes d'une part, et de discours transphobes et racistes d'autre part. Ce genre de travaux étudie les reformulations par l'antiféminisme des thèses de l'effet pervers, de l'inanité, de la mise en  péril ; la variante sexiste de la thèse de l’inanité, par exemple, conduit à affirmer « l’impossible égalité dans le couple hétérosexuel ». 

### Dans l'étude du discours bancaire
L'économiste Jézabel Couppey-Soubeyran prend appui en 2015 dans Blablabanque : le discours de l'inaction sur l'ouvrage d'Albert Hirschman pour déconstruire certains procédés du discours du lobby bancaire qui essaie de contrecarrer le changement et les nouvelles politiques de régulation,,,.

### Sources primaires
- Albert O.Hirschman, Deux siècles de rhétorique réactionnaire (titre original : Rhetoric of reaction : perversity, futility, jeopardy) Fayard., 1991.
- Albert O. Hirschman, « Deux cents ans de rhétorique réactionnaire : le cas de l'effet pervers », Annales, vol. 44, no 1,‎ 1989, p. 67–86 (DOI 10.3406/ahess.1989.283577, lire en ligne, consulté le 6 novembre 2021).
- A. O. Hirschman 1995. «La rhétorique réactionnaire : deux ans après», in Hirschman, A.O., Un certain penchant à l’autosubversion, Paris, Fayard, 69-102.

### Sources secondaires
- Henry Rousso, «Hirschman Albert O., Deux siècles de rhétorique réactionnaire». In: Vingtième Siècle, revue d'histoire, n°33, janvier-mars 1992. Dossier : L'épuration en France à la Libération. p. 141–143, lire en  ligne.
- Christophe Charle, «Albert O. Hirschman, Deux siècles de rhétorique réactionnaire». In: Annales. Économies, Sociétés, Civilisations. 47e année, N. 6, 1992. p. 1195–1197, lire en ligne.
- Cyrille Ferraton, Ludovic Frobert, Introduction à Albert O. Hirschman, chapitre V, «Rhétorique et démocratie», table des matières en ligne.
- Raymond Boudon, « La rhétorique est-elle réactionnaire ? », Le Débat, 1992/2 (n° 69), p. 87-95. DOI : 10.3917/deba.069.0087, lire en  ligne.
- François Bourricaud, « La rhétorique réactionnaire selon Hirschman », Commentaire, 1991/3 (Numéro 55), p.589-590. DOI : 10.3917/comm.055.0589, lire en ligne.
- Mathieu Potte-Bonneville, «perversity, futility, jeopardy : La rhétorique réactionnaire selon Albert O. Hirschmann», Vacarme 19, printemps 2002, p. 38-39, lire en ligne.
- Antonin Pottier, «Le discours climato-sceptique : une rhétorique réactionnaire», Natures Sciences Sociétés, EDP Sciences, 2013, 21 (1), p. 105-108. ⟨10.1051/nss/2013086⟩. ⟨hal-00865684⟩.
- Diane Lamoureux et Francis Dupuis-Déri (dir.), Les antiféminismes. Analyse d’une rhétorique réactionnaire. Montréal : Remue-Ménage, 2015.